# Vlnová destička
Vlnová destička (anglicky: waveplate) je optický prvek, jenž slouží k otáčení a transformaci polarizace procházejícího paprsku světla. Na rozdíl od polarizátorů, vlnové destičky nefiltrují část procházejícího paprsku a intenzita světla vycházejícího z destičky je tak stejná jako intenzita světla do ní vstupujícího. V pojmech lineární algebry odpovídá vlnová destička unitární transformaci, zatímco polarizátor představuje projekci. 

## Princip fungování
Různé materiály mohou působit na polarizaci světla různě. Jednou třídou význačných materiálů jsou dvojlomné krystaly, jež mají různé hodnoty indexu lomu pro dvě kolmé složky polarizace. Jedné složce se říká řádná, druhé mimořádná. Z takovéhoto krystalu lze vyříznout destičku o jisté tloušťce {\displaystyle d} tak, že po průchodu destičkou obdrží světlo o řádné polarizaci dodatečnou fázi
{\displaystyle \varphi _{1}={\frac {2\pi n_{1}d}{\lambda }},}
zatímco světlo o polarizaci mimořádné obdrží obecně odlišnou fázi
{\displaystyle \varphi _{2}={\frac {2\pi n_{2}d}{\lambda }},}
kde {\displaystyle \lambda } je vlnová délka procházejícího světla a {\displaystyle n_{1}}, {\displaystyle n_{2}} jsou po řadě indexy lomu pro řádnou a mimořádnou složku. Důležitý je přitom rozdíl těchto dvou fází, který činí
{\displaystyle \Delta \varphi =\varphi _{2}-\varphi _{1}={\frac {2\pi (n_{2}-n_{1})d}{\lambda }}}.
Složka dopadajícího světla polarizovaná mimořádně se tak zpozdí oproti složce řádné o fázi {\displaystyle \Delta \varphi }. Je-li nyní dopadající světlo v polarizaci, jež je superpozicí řádné a mimořádné polarizace, dojde po průchodu destičkou ke stočení výsledné polarizace. Už nedochází k pouhému dodání fáze, ale ke skutečné přeměně stavu polarizace procházejícího světla. Konkrétní způsob přeměny závisí na natočení destičky vůči polarizaci vstupnímu parpsku. Je-li úhel natočení roven {\displaystyle \alpha }, je vstupní polarizace {\displaystyle \psi } přeměněna do polarizace {\displaystyle \psi '}, kde
{\displaystyle \psi '=U\psi }
přičemž {\displaystyle U} je Jonesova matice odpovídající vlnové destičce, která je tvaru
{\displaystyle U=R(\alpha )\cdot {\begin{pmatrix}1&0\\0&e^{i\Delta \varphi }\end{pmatrix}}\cdot R(-\alpha )={\begin{pmatrix}\cos ^{2}(\alpha )+e^{i\Delta \varphi }\sin ^{2}(\alpha )&\left(\left(1-e^{i\Delta \varphi }\right)\sin(\alpha )\cos(\alpha )\right)\\\left(\left(1-e^{i\Delta \varphi }\right)\sin(\alpha )\cos(\alpha )\right)&\sin ^{2}(\alpha )+e^{i\Delta \varphi }\cos ^{2}(\alpha )\end{pmatrix}}.}
Symbolem {\displaystyle R} výše je označena matice rotace.

## Význačné typy destiček
Ačkoli může být rozdíl fází udělených řádné a mimořádné složce polarizace libovolný (v závislosti na zvolené tloušťce a typu krystalu), jsou velmi často používány dva konkrétní typy vlnových destiček, představených v následujících kapitolkách.

### Půlvlnná destička
Půlvlnná destička (anglicky: half-wave plate) je vlnová destička, kde je jedné složce polarizace udělena dodatečná fáze o hodnotě {\displaystyle \Delta \varphi =\pi }. Název destičky odkazuje na skutečnost, že dodatečná fáze {\displaystyle \pi } odpovídá půlce periody kmitu a řádná složka je oproti té mimořádné posunuta o polovinu vlnové délky. Jonesova matice pro půlvlnnou destičku zní
{\displaystyle U={\begin{pmatrix}\cos(2\alpha )&\sin(2\alpha )\\\sin(2\alpha )&-\cos(2\alpha )\end{pmatrix}}.}
Půlvlnná destička transformuje lineární polarizaci opět na polarizaci lineární. Pokud je úhel vstupní lineární polarizace roven {\displaystyle \gamma }, je výsledný úhel roven {\displaystyle \gamma +2\alpha }, kde {\displaystyle \alpha } je natočení půlvlnné destičky. Například destička otočená o úhel 45 stupňů stáčí horizontálně polarizované světlo do polarizace vertikální.

### Čtvrtvlnná destička
Čtvrtvlnná destička (anglicky: quarter-wave plate) je vlnová destička, kde je jedné složce polarizace udělena dodatečná fáze o hodnotě {\displaystyle \Delta \varphi =\pi /2}, což odpovídá rozdílu mezi řádnou a mimořádnou složkou polarizace o velikosti čtvrtiny vlnové délky. Odpovídající matice je tvaru
{\displaystyle U={\begin{pmatrix}\cos ^{2}(\alpha )+i\sin ^{2}(\alpha )&(1-i)\sin(\alpha )\cos(\alpha )\\(1-i)\sin(\alpha )\cos(\alpha )&\sin ^{2}(\alpha )+i\cos ^{2}(\alpha )\end{pmatrix}}={\frac {1-i}{2}}{\begin{pmatrix}i+\cos(2\alpha )&\sin(2\alpha )\\\sin(2\alpha )&i-\cos(2\alpha )\end{pmatrix}}.}
Čtvrtvlnná destička otočená o úhel 45 stupňů přeměňuje horizontálně polarizované světlo do polarizace kruhové.